# Guadua
Guadua ist die artenreichste und wichtigste Bambus-Gattung innerhalb der Familie der Süßgräser (Poaceae) in Mittel- und Südamerika.

## Beschreibung
Guadua-Arten bilden Horste und keine Ausläufer. Es sind die größten in Amerika vorkommenden Bambusse.

## Verbreitung
Die Gattung stammt aus den Tropen Lateinamerikas (Neotropis), von Brasilien bis in das südliche Mexiko. Ihr Hauptverbreitungsgebiet sind niedrige Höhenlagen unter 1500 m um den Amazonas und den Orinoko. Einige Arten werden aber bis in Höhen von 2500 m gefunden. Am weitesten verbreitet ist Guadua angustifolia, eine Bambusart, die besonders in Kolumbien, Ecuador und Venezuela auch wirtschaftlich genutzt wird.

## Verwendung
Halme von Guadua werden besonders in Kolumbien und Ecuador als Baumaterial für Häuser, Möbel und Brücken benutzt.

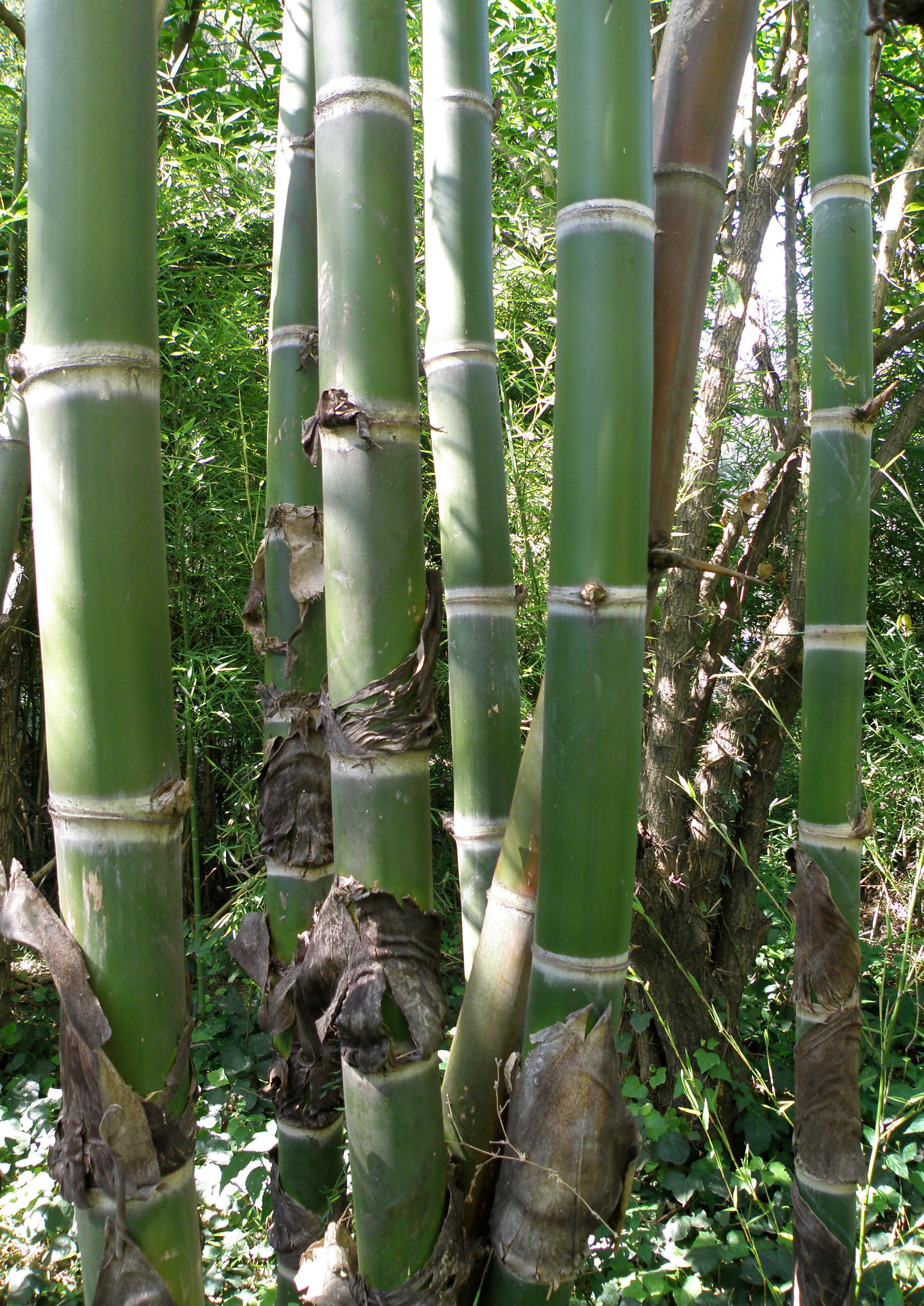
Guadua chacoensis

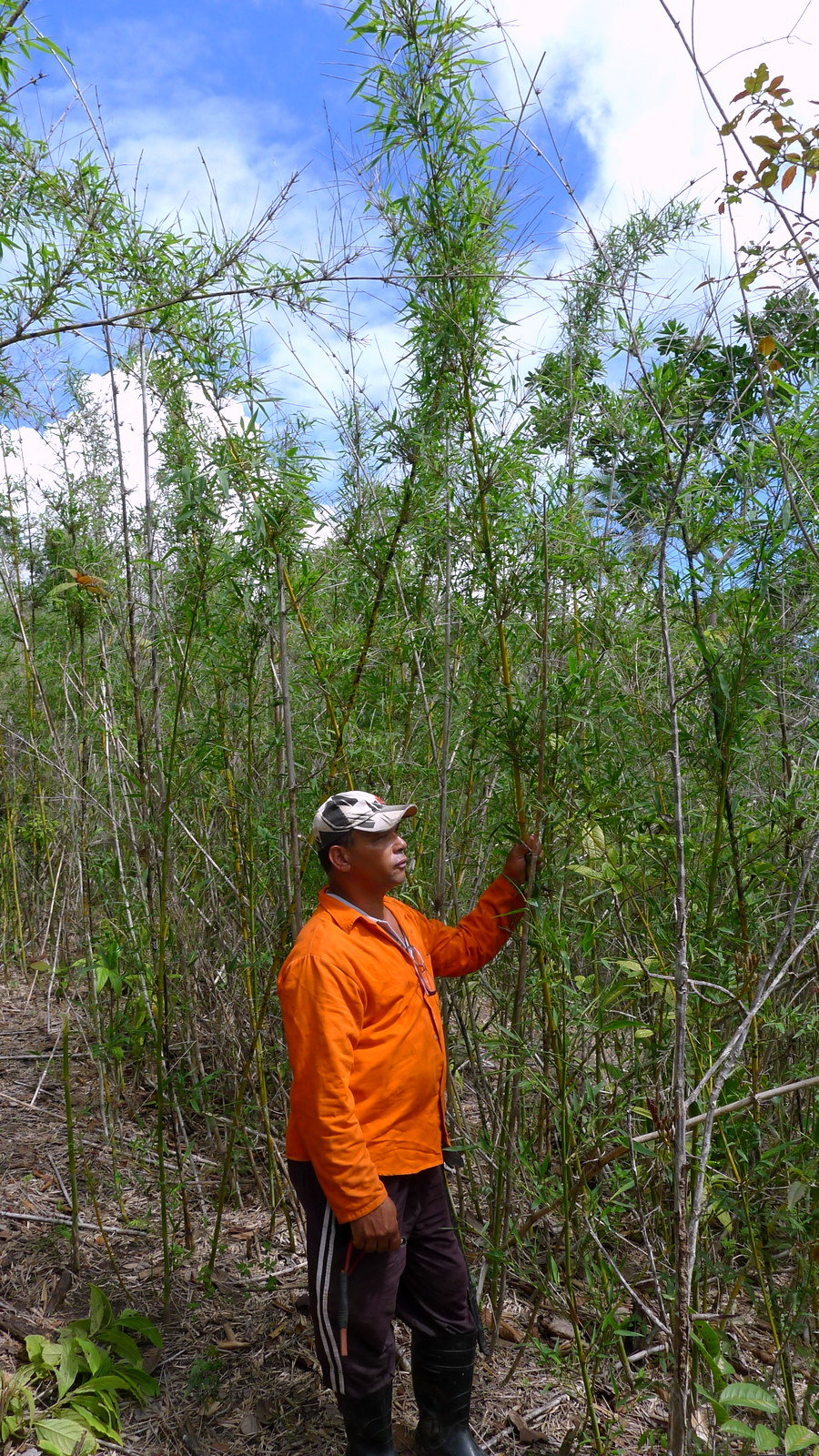
Guadua paniculata

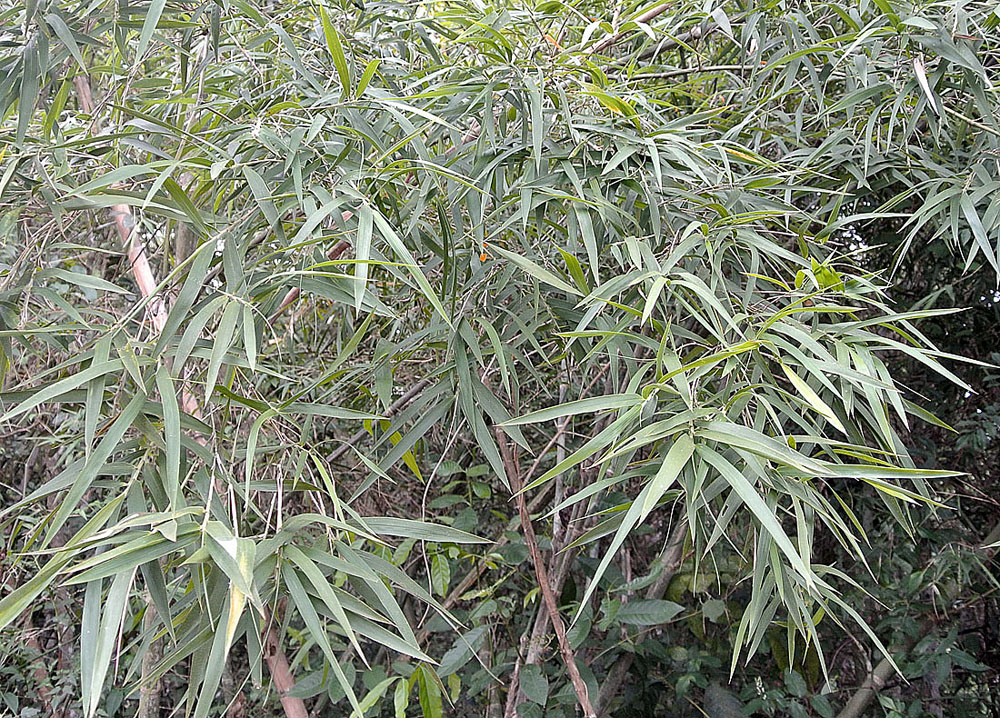
Guadua trinii

## Taxonomie und Systematik
Die Gattung Guadua wurde 1822 von Karl Sigismund Kunth in Synopsis Plantarum, quas, in itinere ad plagam aequinoctialem orbis novi, collegerunt Al. de Humboldt et Am. Bonpland Band 1, Seite 252 erstbeschrieben.
Die Gattung Guadua Kunth besteht aus etwa 33 Arten:
- Guadua aculeata E.Fourn.: Mexiko bis Panama.[1]
- Guadua amplexifolia J.Presl: Mexiko bis Kolumbien, Trinidad.[1]
- Guadua-Bambus (Guadua angustifolia Kunth, Syn.: Guadua intermedia Rupr. ex E.Fourn., Bambusa guadua Bonpl.): Venezuela bis nördliches Peru, Trinidad.[1]
- Guadua calderoniana Londoño & Judz.: Brasilien.[1]
- Guadua chacoensis (Rojas) Londoño & P.M.Peterson: Bolivien bis südliches Brasilien und nördliches Argentinien.[1]
- Guadua chaparensis Londoño & Zurita: Bolivien.[1]
- Guadua ciliata Londoño &  Davidse: Venezuela bis nördliches Brasilien.[1]
- Guadua glomerata Munro: Tropisches Südamerika.[1]
- Guadua incana Londoño: Kolumbien.[1]
- Guadua inermis E.Fourn.: Mexiko.[1]
- Guadua latifolia (Bonpl.) Kunth (Syn.: Guadua fascicularis Döll): Trinidad bis nördliches Südamerika.[1]
- Guadua longifolia (E.Fourn.) R.W.Pohl: Südliches Mexiko bis Nicaragua.[1]
- Guadua lynnclarkiae Londoño: Peru.[1]
- Guadua maclurei R.W.Pohl & Davidse: Honduras, Nicaragua, Costa Rica, Panama.[1]
- Guadua macrospiculata Londoño & L.G.Clark: Kolumbien und nördliches Brasilien.[1]
- Guadua macrostachya Rupr. (Syn.:Guadua dioica Steud.): Französisch-Guayana bis nördliches Brasilien.[1]
- Guadua maculosa (Hack.) E.G.Camus: Nördliches Brasilien.[1]
- Guadua magna Londoño & Filg.: Brasilien.[1]
- Guadua paniculata Munro: Südliches Mexiko bis tropisches Südamerika.[1]
- Guadua paraguayana Döll: Bolivien bis südliches Brasilien, Paraguay und nordöstliches Argentinien.[1]
- Guadua refracta Munro: Zentrales und südöstliches Brasilien.[1]
- Guadua sarcocarpa Londoño & P.M.Peterson (mit essbaren Sprossen): Peru bis Bolivien und nördliches Brasilien.[1]
- Guadua superba Huber (Syn.: Guadua tessmannii Pilg.): Tropisches Südamerika.[1]
- Guadua tagoara Nees ex Rupr. (Syn.:Guadua distorta (Nees) Rupr., Guadua glaziovii (Hack.) E.G.Camus): Östliches und südliches Brasilien bis Argentinien.[1]
- Guadua takahashiae Londoño: Peru.[1]
- Guadua trinii (Nees) Rupr. (Syn.: Guadua tomentosa Hack. & Lindm.): Südliches Brasilien bis nordöstliches Argentinien.[1]
- Guadua tuxtlensis Londoño & Ruiz-Sanchez: Mexiko.[1]
- Guadua uncinata Londoño & L.G.Clark: Kolumbien und Ecuador.[1]
- Guadua variegata Lizarazu: Argentinien.[1]
- Guadua velutina Londoño & L.G.Clark: Mexiko.[1]
- Guadua venezuelae Munro: Venezuela.[1]
- Guadua virgata (Trin.) Rupr.: Brasilien.[1]
- Guadua weberbaueri Pilg.: Westliches Südamerika bis nördliches Brasilien.[1]

Nicht mehr zu Guadua gehören:
- Guadua capitata (Trin.) Munro  => Eremocaulon capitatum (Trin.) Londoño
- Guadua exaltata Döll  => Arthrostylidium longiflorum Munro
- Guadua flabellata E.Fourn.   => Chusquea bilimekii E.Fourn.
- Guadua perligulata Pilg.  => Chusquea perligulata (Pilg.) McClure